# ناصر منسي
ناصر منسي دسوقي أحمد السيد (مواليد 1 يناير 1997) هو لاعب كرة قدم مصري يلعب لصالح نادي الزمالك المصري.

## البطولات

### الزمالك
- كأس الكونفيدرالية الإفريقية ( 1 ): 2024
- كأس السوبر الإفريقي ( 1 ): 2024

## كاس مصر(1)2025
المراجع
1. 1 2  "Squad List: Men's Olympic Football Tournament Tokyo 2020: Egypt (EGY)" (PDF). FIFA. 22 يوليو 2021. ص. 5. مؤرشف من الأصل (PDF) في 2022-11-24. اطلع عليه بتاريخ 2021-08-28.
2. ↑  ""بيراميدز" يتعاقد مع ناصر منسي". يورو سبورت. مؤرشف من الأصل في 2019-04-14. اطلع عليه بتاريخ 2019-05-23.